# Library 2.0

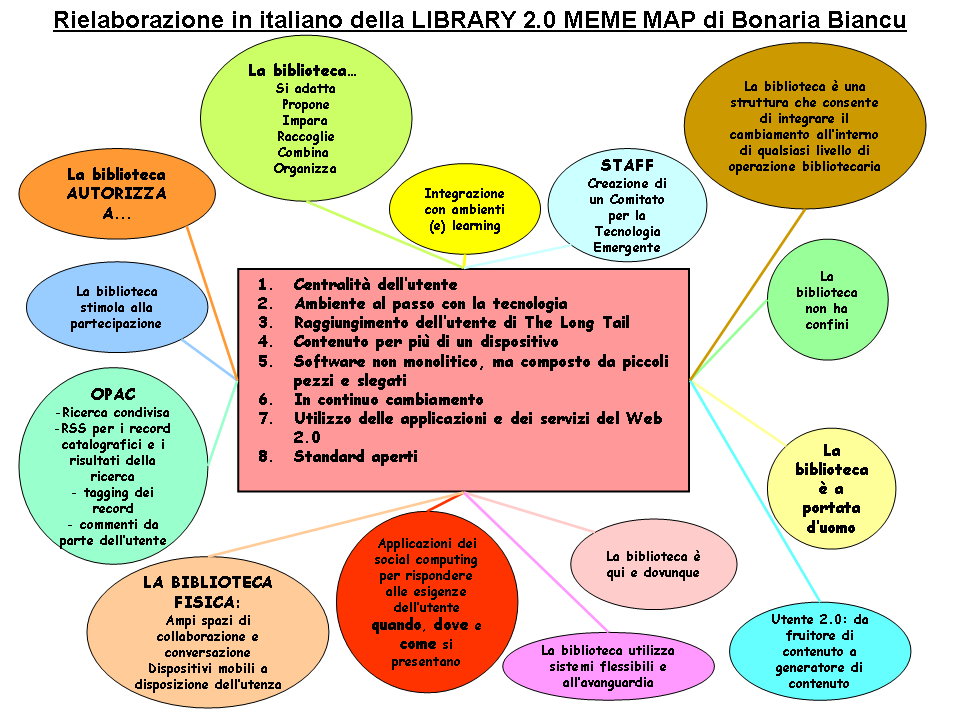
Rielaborazione in italiano della Library 2.0 Meme Map di Bonaria Biancu

Library 2.0 o Biblioteca 2.0 è un termine con valenza molto ampia che designa un modello di servizi bibliotecari modernizzati e riflette la transizione nel modo in cui i servizi sono erogati agli utenti all'interno del mondo bibliotecario. Il concetto di Library 2.0 deriva da quello di "Business 2.0" e di Web 2.0 ed ha in comune con questi due concetti la filosofia che sta alla base. Library 2.0 include dei servizi online, come l'utilizzo degli OPAC, e comporta un sempre maggior flusso di informazioni fornite dall'utente alla biblioteca.
Grazie a Library 2.0, i servizi offerti dalle biblioteche sono costantemente aggiornati e rivalutati con il fine di garantire un servizio sempre migliore agli utenti. Library 2.0 cerca anche di coinvolgere l'utente della biblioteca nei processi di progettazione e implementazione dei servizi bibliotecari attraverso il feedback da parte dell'utente e la sua partecipazione. I fautori di Library 2.0 si aspettano che alla fine il modello di servizi Library 2.0 riesca a sostituire il modello di servizi tradizionali e unidirezionali che sono stati offerti dalle biblioteche per secoli.

## Panoramica sulla Library 2.0
Il termine Library 2.0 fu coniato da Michael Casey nel suo blog come espressione derivata dai termini Business 2.0 e Web 2.0. Michael Casey ha suggerito di considerare le biblioteche, soprattutto quelle pubbliche, come un crocevia dove molti elementi del Web 2.0 trovano un loro valore applicativo all'interno della comunità bibliotecaria, sia nei servizi supportati dalla tecnologia sia in quelli non basati sulla tecnologia. In particolare, egli ha evidenziato la necessità che le biblioteche adottino una strategia che sia funzionale al cambiamento costante e che sia promotrice di un ruolo attivo dell'utente della biblioteca.
Il concetto di Library 2.0 fu utilizzato per la prima volta nella conferenza Internet Librarian 2005 tenutasi nell'ottobre 2005 nella quale Michael Stephens della Saint Joseph County Public Library presentò l'idea in riferimento al sito web tradizionale della biblioteca.
Grazie a Library 2.0, i servizi delle biblioteche sono costantemente valutati e aggiornati per soddisfare le esigenze sempre nuove degli utenti della biblioteca. Library 2.0 richiede alle biblioteche di stimolare la partecipazione da parte degli utenti e il feedback nei processi di creazione e mantenimento dei servizi offerti dalle biblioteche. L'utente della biblioteca, considerato parte attiva ed autorizzata ad agire, è un elemento fondamentale di Library 2.0. Grazie ad un flusso di informazioni in entrambe le direzioni -dalla biblioteca all'utente e dall'utente alla biblioteca-, i servizi delle biblioteche possono crescere e migliorare in maniera rapida e costante. L'utente diventa partecipe, co-creatore, costruttore e collaboratore mentre il prodotto è sia virtuale che fisico.

## Principi chiave
I principi chiave di Library 2.0 non riguardano solo l'accesso ai libri e all'informazione. I principi trattano di innovazione, di persone, di creazione di comunità e sono realizzati grazie alle potenzialità del social computing. Per realizzare ciò, gli utenti sono incoraggiati a condividere le loro idee scrivendole, valutando e lasciando i loro commenti su qualsiasi elemento all'interno della collezione di biblioteche. Inoltre, Library 2.0 permette di utilizzare, riutilizzare e migliorare la collezione.
- Browser + Applicazioni del Web 2.0 + Connettività = OPAC con tutte le sue funzionalità.
- Coinvolgere l'utente della biblioteca nel processo di progettazione e implementazione dei servizi.
- L'aziende che desiderano lavorare con le biblioteche pubbliche o accademiche non devono creare dei software proprietari. Library 2.0 non è un concetto ristretto.
- Il cambiamento costante consiste nel sostituire il modello tradizionale caratterizzato da cicli in salita.
- Mantenimento della beta version o versione beta.
- Raccolta ed integrazione delle idee e dei prodotti provenienti da aree periferiche all'interno dei modelli di servizi bibliotecari.
- Continuazione dell'analisi e del miglioramento dei servizi e disponibilità a sostituirli con servizi migliori e più aggiornati in qualsiasi momento.
- La rigidità comporta il fallimento.
- Imbrigliare il The Long Tail (o Coda lunga).

## Il dibattito in corso sulla Library 2.0
La nascita della Library 2.0 ha generato un grande dibattito nella blogosfera. Nei loro blog, alcuni bibliotecari hanno affermato che i principi chiave della Library 2.0 non sono affatto innovativi in quanto sono stati parte della filosofia sulla riforma dei servizi bibliotecari fin dal XIX secolo. Altri bibliotecari chiedono esempi più concreti su come le biblioteche possano avvicinarsi alla Library 2.0. A questo proposito, Walter Crawford, ha affermato che la Library 2.0 è costituita da una combinazione di strumenti e atteggiamenti che rappresentano delle idee eccellenti, ma non nuove per il mondo bibliotecario. Inoltre, alcuni atteggiamenti e strumenti focalizzati prioritariamente sul business non offrono servizi agli utenti e alle comunità di utenti definendo in maniera errata le biblioteche come le risorse adeguate e appropriate a tutti i tipi di utenti per reperire informazioni.
I fautori della Library 2.0, tra i quali, Stephen Abram, Michael Stephens, Paul Miller e altri, hanno risposto a queste critiche sostenendo che sebbene i componenti individuali della Library 2.0 non siano interamente nuovi, la convergenza degli obiettivi e delle idee soggiacenti a questi servizi con molte nuove tecnologie offerte dal Web 2.0 ha creato una generazione radicalmente nuova di servizi bibliotecari.
Il concetto di Radical Trust sembra essere il nocciolo della questione. Mentre i bibliotecari stanno imparando ad utilizzare i nuovi strumenti del Web 2.0 per agevolare la discussione affinché il business interno si trasformi in enterprise 2.0, il coinvolgimento dell'utente esterno sembra incontrare qualche segnale di opposizione.